# Alleniella valentiniana
Alleniella valentiniana là một loài rêu trong họ Neckeraceae. Loài này được (Besch.) S. Olsson, Enroth & D. Quandt mô tả khoa học đầu tiên năm 2011.